# Ceratothoa guttata
Ceratothoa guttata är en kräftdjursart som först beskrevs av Richardson 1910.  Ceratothoa guttata ingår i släktet Ceratothoa och familjen Cymothoidae. Inga underarter finns listade i Catalogue of Life.